# Reichsstraße 100
Die Reichsstraße 100 (R 100) war eine Straße im Deutschen Reich die 1932 als eine solche betitelt wurde. An ihrem Start-/ Endpunkt in Swinemünde hatte sie Anschluss an die Reichsstraße 111. Der kurze Abschnitt bis zur seit 1945 deutsch-polnischen Grenze (siehe Oder-Neiße Linie) wird heute durch die polnische Landstraße 93 erfüllt.

## Streckenverlauf
- Rostock
- Sanitz
- Gnoien
- Demmin
- Jarmen
- Anklam
- Usedom
- Zirchow seit 1945  Grenzübergang
- Swinemünde (Polen) [Übergang in die Reichsstraße 111][2]